# Забалуева, Лариса Валерьевна
Лариса Валерьевна Забалуева — советская и российская футболистка.

## Карьера
Первой футбольной командой в карьере стала гродненская «Нива», с которой провела два сезона на высшем уровне советского футбола.
В 1991 году приняла приглашение и перешла в впервые создаваемый московский клуб ЦСКА, а в 1993 году перешла в более финансово устойчивую заводскую команду «Серп и Молот».
Сезон 1995 года начала в раменской команде «Текстильщик», но в сезоне 1996 года команда стала испытывать финансовые трудности и текущий сезон стал последним в большом футболе.

## Достижения
| командные - Чемпионат СССР по футболу среди женщин - 9 место в высшей лиге: 1989 - место в первой лиге: 1991 - Чемпионат России по футболу среди женщин - 8 место в высшей лиге: 1994 - место в первой лиге: 1995 - Кубок России по футболу среди женщин - ¼ финала (1): 1996 | личные - по итогам сезона 1992 года входила в список «33 лучших футболисток России» |

## Командная статистика
клубная
| Выступление                 | Выступление      | Выступление      | Лига | Лига | Кубок | Кубок | Итого | Итого |
| Клуб                        | Лига             | Сезон            | Игры | Голы | Игры  | Голы  | Игры  | Голы  |
| --------------------------- | ---------------- | ---------------- | ---- | ---- | ----- | ----- | ----- | ----- |
| Нива (Гродно)               | высшая           | 1989             | 0    | 0    | —     | —     | 0     | 0     |
| Нива (Гродно)               | высшая           | 1990             | 1    | 1    | —     | —     | 1     | 1     |
| Нива (Гродно)               | Итого            | Итого            | 1    | 1    | 0     | 0     | 1     | 1     |
| / ЦСКА (Москва)             | первая           | 1991             | 0    | 0    | 0     | 0     | 0     | 0     |
| / ЦСКА (Москва)             | высшая           | 1992             | 2    | 2    | 2     | 1     | 4     | 3     |
| / ЦСКА (Москва)             | Итого            | Итого            | 2    | 2    | 2     | 1     | 4     | 3     |
| Серп и молот (Москва)       | высшая           | 1993             | 1    | 1    | —     | —     | 1     | 1     |
| Серп и молот (Москва)       | высшая           | 1994             | 8    | 0    | 1     | 0     | 9     | 0     |
| Серп и молот (Москва)       | Итого            | Итого            | 9    | 1    | 1     | 0     | 10    | 1     |
| Текстильщик-СиМ (Раменское) | первая           | 1995             | 17   | 1    | 2     | 1     | 19    | 2     |
| Текстильщик-СиМ (Раменское) | высшая           | 1996             | 0    | 0    | 0     | 0     | 0     | 0     |
| Текстильщик-СиМ (Раменское) | Итого            | Итого            | 17   | 1    | 2     | 1     | 19    | 2     |
| Всего за карьеру            | Всего за карьеру | Всего за карьеру | 29   | 5    | 5     | 2     | 34    | 7     |